# Bahnstrecke Loenga–Alnabru
| Die Strecke Loenga–Alnabru verläuft längs Hovedbanen, liegt jedoch tiefer (rechts) |                      |                                           |                                           |
| Streckenlänge: | 7,33 km              |                                           |                                           |
| Spurweite: | 1435 mm (Normalspur) |                                           |                                           |
| Stromsystem: | 15 kV 16 2/3 Hz ~    |                                           |                                           |
| Maximale Neigung: | 25 ‰                 |                                           |                                           |
| |                      |                                           |                                           |
| \| \| \| Hovedbanen von Lillestrøm \| \| \| \| 10,50 \| Grorud (1854) \| Grorud (1854) \| \| \| \| nach Leirdal \| \| \| \| 8,72 \| Aker \| Aker \| \| \| \| Riksvei 191 / Nedre Kalbakkvei (ca. 30 m) \| \| \| \| 7,33 \| Alnabruterminalen \| Alnabruterminalen \| \| \| \| Linjegodsterminalen \| \| \| \| 6,50 \| Alnabru (1900–1971) \| Alnabru (1900–1971) \| \| \| \| Alnabanen nach Grefsen \| \| \| \| 5,85 \| Brobekk \| Brobekk \| \| \| \| Strømsveien / E6 / Breivollveien \| \| \| \| 5,61 \| zur Rodeløkken Maskinverksted \| zur Rodeløkken Maskinverksted \| \| \| \| Industriegleis \| \| \| \| \| Tvetenveien \| \| \| \| \| Alnaelva (ca. 10 m) \| \| \| \| \| Fyrstikkbakken \| \| \| \| \| Bryndiagonale zur Follobanen (geplant) \| \| \| \| \| Europastraße E6 / Adolf Hedins vei \| \| \| \| 3,89 \| Bryn \| Bryn \| \| \| \| Østensjøveien \| \| \| \| \| Lambertseter-, Østensjø- und Furusetbanen \| \| \| \| \| Alnaelva (ca. 15 m) \| \| \| \| \| Gjøvikbanen von Gjøvik \| \| \| \| \| Enebakkveien (ca. 20 m) \| \| \| \| \| Kværner \| \| \| \| 2,57 \| Abzw. Etterstad \| Abzw. Etterstad \| \| \| \| Riksvei 190 (ca. 40 m) \| \| \| \| \| Kværnerveien (ca. 80 m) \| \| \| \| \| nach Lodalen \| \| \| \| \| Dyvekes vei \| \| \| \| \| von Oslo Sentralstasjon \| \| \| \| \| Geitabru in Oslo gate \| \| \| \| 0,00 \| Loenga (1925) \| Loenga (1925) \| \| \| \| Sørenga bru \| \| \| \| \| Østfoldbanen nach Ski \| \| \| \| \| Europastraße E18 \| \| \| \| \| Grønlikaia \| \| \| \| \| Sjursøya \| \| \| \| \| Bekkelaget havneterminal \| \| |                      |                                           |                                           |
| Strecke |                      | Hovedbanen von Lillestrøm                 | Hovedbanen von Lillestrøm                 |
| Bahnhof | 10,50                | Grorud (1854)                             | Grorud (1854)                             |
| Abzweig geradeaus und nach links |                      | nach Leirdal                              | nach Leirdal                              |
| Blockstelle | 8,72                 | Aker                                      | Aker                                      |
| Brücke |                      | Riksvei 191 / Nedre Kalbakkvei (ca. 30 m) | Riksvei 191 / Nedre Kalbakkvei (ca. 30 m) |
| Dienststation / Betriebs- oder Güterbahnhof | 7,33                 | Alnabruterminalen                         | Alnabruterminalen                         |
| Dienststation / Betriebs- oder Güterbahnhof |                      | Linjegodsterminalen                       | Linjegodsterminalen                       |
| ehemaliger Bahnhof | 6,50                 | Alnabru (1900–1971)                       | Alnabru (1900–1971)                       |
| Abzweig geradeaus und nach rechts |                      | Alnabanen nach Grefsen                    | Alnabanen nach Grefsen                    |
| Blockstelle | 5,85                 | Brobekk                                   | Brobekk                                   |
| Brücke |                      | Strømsveien / E6 / Breivollveien          | Strømsveien / E6 / Breivollveien          |
| Abzweig geradeaus und ehemals nach rechts | 5,61                 | zur Rodeløkken Maskinverksted             | zur Rodeløkken Maskinverksted             |
| Abzweig geradeaus und nach rechts |                      | Industriegleis                            | Industriegleis                            |
| Strecke mit Straßenbrücke |                      | Tvetenveien                               | Tvetenveien                               |
| Brücke über Wasserlauf |                      | Alnaelva (ca. 10 m)                       | Alnaelva (ca. 10 m)                       |
| Strecke mit Straßenbrücke |                      | Fyrstikkbakken                            | Fyrstikkbakken                            |
| Abzweig geradeaus und ehemals nach links |                      | Bryndiagonale zur Follobanen (geplant)    | Bryndiagonale zur Follobanen (geplant)    |
| Strecke mit Straßenbrücke |                      | Europastraße E6 / Adolf Hedins vei        | Europastraße E6 / Adolf Hedins vei        |
| Bahnhof | 3,89                 | Bryn                                      | Bryn                                      |
| Strecke mit Straßenbrücke |                      | Østensjøveien                             | Østensjøveien                             |
| Kreuzung mit U-Bahn geradeaus unten |                      | Lambertseter-, Østensjø- und Furusetbanen | Lambertseter-, Østensjø- und Furusetbanen |
| Brücke über Wasserlauf |                      | Alnaelva (ca. 15 m)                       | Alnaelva (ca. 15 m)                       |
| Strecke von rechts · Strecke |                      | Gjøvikbanen von Gjøvik                    | Gjøvikbanen von Gjøvik                    |
| Brücke · Brücke |                      | Enebakkveien (ca. 20 m)                   | Enebakkveien (ca. 20 m)                   |
| ehemaliger Bahnhof · Strecke |                      | Kværner                                   | Kværner                                   |
| Strecke nach links · Abzweig geradeaus und von rechts | 2,57                 | Abzw. Etterstad                           | Abzw. Etterstad                           |
| Brücke |                      | Riksvei 190 (ca. 40 m)                    | Riksvei 190 (ca. 40 m)                    |
| Brücke |                      | Kværnerveien (ca. 80 m)                   | Kværnerveien (ca. 80 m)                   |
| Abzweig geradeaus und von links |                      | nach Lodalen                              | nach Lodalen                              |
| Strecke mit Straßenbrücke |                      | Dyvekes vei                               | Dyvekes vei                               |
| Abzweig geradeaus, nach rechts und von rechts |                      | von Oslo Sentralstasjon                   | von Oslo Sentralstasjon                   |
| Strecke mit Straßenbrücke |                      | Geitabru in Oslo gate                     | Geitabru in Oslo gate                     |
| Dienststation / Betriebs- oder Güterbahnhof | 0,00                 | Loenga (1925)                             | Loenga (1925)                             |
| Strecke mit Straßenbrücke |                      | Sørenga bru                               | Sørenga bru                               |
| Abzweig geradeaus und nach links |                      | Østfoldbanen nach Ski                     | Østfoldbanen nach Ski                     |
| Strecke mit Straßenbrücke |                      | Europastraße E18                          | Europastraße E18                          |
| Abzweig geradeaus und nach rechts |                      | Grønlikaia                                | Grønlikaia                                |
| Abzweig geradeaus und nach rechts |                      | Sjursøya                                  | Sjursøya                                  |
| Betriebsstelle Streckenende |                      | Bekkelaget havneterminal                  | Bekkelaget havneterminal                  |

Die Bahnstrecke Loenga–Alnabru (norw. Loenga–Alnabrulinjen) ist eine 7,3 km lange Bahnstrecke in Norwegen. Sie führt vom Bahnhof Loenga bis zum Güterbahnhof Alanbruterminalen. 700 Meter der Strecke sind zweigleisig ausgebaut.

## Geschichte
Die 1907 eröffnete Strecke dient dem Güterverkehr in Oslo. Sie verbindet Østfoldbanen und Hovedbanen ohne den Umweg über Oslo Sentralstasjon. Die Strecke folgt dem Lauf des Alnaelv, der teilweise seit 1922 verrohrt ist, von Loenga nach Alnabru. Im Lodalen verläuft die Strecke bis Alnabru neben der Hovedbane sowie von Lodalen bis Etterstad neben der Gjøvikbane. Die Strecke ist eingleisig, der Raum für ein späteres zweites Gleis ist jedoch vorhanden.
Die Güterbahn ist eines der drei Gleise entlang dem Nordhang des Lodalen, es liegt am nächsten zur Ortsbebauung. Die Strecke liegt bis Kværnerbyen tiefer als die anderen Gleise und führt auf gleichem Niveau bis zur Blockstelle Nygårdskollen im Øvre Lodalen. Dann geht sie südlich und östlich an Etterstad und weiter an Bryn und Breivoll zusammen mit der Hovedbane vorbei. Die Strecke ist im Gegensatz zur Güterzugstrecke Alnabru–Grefsen nicht für Personenverkehr ausgerüstet.
Auf der Strecke verkehren rund 20 Güterzüge pro Tag.

## Bahnhöfe
An der Güterzugstrecke liegt der Bahnhof Loenga mit Bahnhofsgebäude und Bahnsteigen. Die Station ist jedoch nur ein Güterbahnhof. Im Stadtbezirk Oslo-Kværner gab es zwischen 1957 und 1977 den Bahnhof Kværner, von dem aus neben Personenverkehr der Güterverkehr auf der Gjøvikbane abgewickelt wurde. Bryn wird über die Strecke Loenga–Alnabru im Güterverkehr und von der Hovedbane im Personenverkehr bedient. Die Station ist in Betrieb, aber ohne Personal. Alnabru wurde im Jahre 1902 eröffnet und bildete früher den Endpunkt der Güterzugstrecke. Die Station wurde früher im Personenverkehr bedient und 1971 geschlossen.

## Eisenbahnunfall von Sjursøya
Am 24. März 2010 rollte ein Güterzug von CargoNet mit 16 Güterwagen von Alnabru in die Hafengleisanlage Sjursøya. Die Wagen durchschlugen ein Gebäude, dabei wurden drei Menschen getötet und vier schwer verletzt.

## Zukunft
Im Zusammenhang mit dem Bau der Follobane wurden die Vorarbeiten für die mögliche künftige Bryndiagonale durchgeführt. In den Plänen der Eisenbahnverwaltung (Jernbaneverket) heißt es für Breivoll/Smalvollen: „Bryndiagonalen soll gleichzeitig mit der neuen zweigleisigen Strecke nach Ski geplant werden.“ Die Bryndiagonale soll im Bereich von Fyrstikkbakken/Tvetenveien auf die Hovedbane treffen. Wenn die Bryndiagonale fertiggestellt ist, wird die Güterzugstrecke entlastet.